# Charles Westmoreland
Charles Westmoreland, interpretat de Muse Watson, este un personaj din serialul de televiziune Prison Break difuzat de Fox.